# Abelardo Pinto
Abelardo Pinto Moscoso (Guatemala, 20 de mayo de 1979) es un político guatemalteco que se desempeña como ministro de Desarrollo Social de Guatemala desde enero de 2024, bajo el gobierno de Bernardo Arévalo. Pinto también ejerce como secretario general interino del partido Movimiento Semilla desde 2023.

## Biografía
Se licenció en marketing por la Universidad Rafael Landívar, luego obtuvo una maestría en Gobierno y Gestión Pública en la Universidad de San Carlos de Guatemala. Pinto ha trabajado como asesor en varias organizaciones nacionales e internacionales, así como para el Programa de las Naciones Unidas para el Desarrollo.
En el aspecto político, Pinto fue nombrado como secretario general adjunto II del partido Semilla en mayo de 2022, al mismo tiempo en que Bernardo Arévalo se convirtió en el secretario general de Semilla.
En 2023, Arévalo solicitó permiso para ausentarse de sus funciones como secretario general del partido para centrarse en la campaña presidencial, como la secretaria general adjunta I Lucrecia Hernández Mack se encontraba indispuesta para ejercer el liderazgo del partido de manera temporal, Pinto asumió esa responsabilidad. Luego de la victoria electoral de Arévalo y el fallecimiento de Hernández Mack, Pinto ascendió a secretario general adjunto I y se convirtió en el secretario general interino del partido, hasta la espera de que el partido pueda elegir a uno nuevo.
Pinto también participó en el proceso de transición presidencial como secretario técnico. Fue nombrado como ministro de Desarrollo Social de Guatemala por el entonces presidente electo Bernardo Arévalo; Pinto asumió el cargo el 15 de enero de 2024.